# Chi McBride
Kenneth 'Chi' McBride (Chicago, 23 september 1961) is een Amerikaanse acteur. Hij maakte in 1992 zijn film- en acteerdebuut als Malcolm Pennington III in Revenge of the Nerds III: The Next Generation. McBride werd in 2003 genomineerd voor onder meer een Satellite Award voor zijn rol als schoolhoofd Steven Harper in de dramaserie Boston Public.

## Filmografie
*Exclusief televisiefilms, tenzij vermeld
- Pawn Shop Chronicles (2013)
- The Family Tree (2011)
- Still Waiting... (2009)
- Who Do You Love (2008)
- First Sunday (2008)
- American Son (2008)
- The Brothers Solomon (2007)
- Let's Go to Prison (2006)
- Ultimate Avengers II (2006, stem)
- Annapolis (2006)
- Waiting... (2005)
- Roll Bounce (2005)
- I, Robot (2004)
- The Terminal (2004)
- Cradle 2 the Grave (2003)
- Paid in Full (2002)
- Undercover Brother (2002)
- Narc (2002)
- The Kid (2000)
- Gone in 60 Seconds (2000)
- Dancing in September (2000)
- Magicians (2000)
- Mercury Rising (1998)
- Hoodlum (1997)
- The Frighteners (1996)
- What's Love Got to Do with It (1993)
- The Distinguished Gentleman (1992)
- Revenge of the Nerds III: The Next Generation (1992, televisiefilm)

## Televisieseries
*Exclusief eenmalige gastrollen
- Hawaii Five-0 - Lou Grover (2013-2020)
- Ultimate Spider-Man - stem Nick Fury (2012-2013, veertig afleveringen)
- Marvel's Avengers Assemble - stem Nick Fury (2013, drie afleveringen)
- Golden Boy - Don Owen (2013, dertien afleveringen)
- Hawthorne - Garland Bryce (2011, vier afleveringen)
- Human Target - Winston (2010-2011, 25 afleveringen)
- Pushing Daisies - Emerson Cod (2007-2009, 22 afleveringen)
- The Nine - Malcolm Jones (2006-2007, dertien afleveringen)
- Killer Instinct - Lt. Matt Cavanaugh (2005-2006, dertien afleveringen)
- House - Edward Vogler (2005, vijf afleveringen)
- Boston Public - Steven Harper (2000-2004, 81 afleveringen)
- Max Steel - Jefferson Smith (2001, vijf afleveringen)
- The Secret Diary of Desmond Pfeiffer - Desmond Pfeiffer (1998, vier afleveringen)
- The John Larroquette Show - Heavy Gene (1993-1996, 84 afleveringen)

- Biblioteca Nacional de España: XX1416558
- Bibliothèque nationale de France: cb14044446x (data)
- Gemeinsame Normdatei: 136027431
- International Standard Name Identifier: 0000 0001 1470 7996
- Library of Congress Control Number: no2001096484
- MusicBrainz: d7bae6f7-1f49-463b-9c83-9c572a0e2b70
- Nationale Bibliotheek van Israël: 987007421392405171
- SNAC: w6fn9zw2
- Système universitaire de documentation: 159312035
- Virtual International Authority File: 37117961
- WorldCat: E39PBJtRGx8p3hWhFyd4VKDrMP